# Alulim
Alulim byl podle sumerského královského seznamu prvním králem Erida a prvním králem Sumeru; byl vlastně prvním králem na Zemi. Enki, bůh Eridu, nebo jeho smrtelný syn Adapa podle mýtu přinesli do Sumeru civilizaci.
„Poté, co se království sneslo z nebes, království bylo v Eridugu (Eridu). V Eridugu se Alulim stal králem; panoval po 28800 let“.